# Buffalo '66
Pour les articles homonymes, voir Buffalo.
Pour plus de détails, voir Fiche technique et Distribution.
Buffalo '66 est un film américano-canadien réalisé par Vincent Gallo, sorti en 1998.

## Synopsis
Billy Brown sort tout juste de cinq ans de prison et doit aller voir ses parents à qui il n'a pas voulu avouer qu'il était en prison, préférant leur dire qu'il était parti se marier. Il kidnappe alors une jeune femme en chemin, Layla, qu'il oblige à se faire passer pour sa femme devant ses parents.

## Fiche technique
- Titre : Buffalo '66
- Réalisation : Vincent Gallo
- Scénario : Vincent Gallo & Alison Bagnall
- Musique : Vincent Gallo
- Photographie : Lance Acord
- Montage : Curtiss Clayton
- Production : Chris Hanley
- Sociétés de production : Cinépix Film Properties, Lions Gate Films & Muse Productions
- Société de distribution : Lions Gate Films
- Pays :  États-Unis,  Canada
- Format : Couleurs - 1,85:1 - Dolby - 35 mm
- Genre : Comédie dramatique
- Budget : 1,5 million de dollars (1,10 million d'euros)
- Durée : 110 min
- Dates de sortie :
  -  États-Unis : 21 janvier 1998 (Sundance) ; 26 juin 1998  (sortie nationale)
  -  Canada : 10 juillet 1998
  -  France : 3 février 1999

## Distribution
- Vincent Gallo (VF : Philippe Vincent) : Billy Brown
- Christina Ricci (VF : Marie-Eugénie Maréchal) : Layla
- Anjelica Huston (VF : Christine Delaroche) : Jan Brown
- Ben Gazzara (VF : Gérard Rinaldi) : Jimmy Brown
- Mickey Rourke (VF : Michel Vigné) : le bookmaker
- Rosanna Arquette (VF : Catherine Hamilty) : Wendy Balsam
- Kevin Corrigan (VF : Daniel Lafourcade) : Goon / Rocky
- Jan-Michael Vincent : Sonny
- Kevin Pollak : un commentateur sportif
- Alex Karras : un commentateur sportif
- John Sansone : le jeune Billy
- Manny Fried : le vendeur de donuts
- John Rummel : Don Shanks
- Bob Wahl : Scott Woods
- Penny Wolfgang (VF : Anne Ludovik) : le juge
- Anthony Mydcarz : l'employé du motel

## Autour du film
- Le tournage s'est déroulé à Buffalo, Lackawanna et Woodlawn (en).
- La scène du dîner avec les parents de Billy est un hommage au style visuel statique du réalisateur japonais Yasujiro Ozu. On peut d'ailleurs lire OZU sur la plaque d'immatriculation de la voiture de Layla.
- Sur les 1,5 million de dollars du budget, 20 000 dollars ont été dépensés pour la perruque d'Angelica Huston.
- La maison où vivent les parents de Billy Brown dans le film est identique à celle où Vincent Gallo a grandi avec sa famille.
- Le groupe de musique pop Wet Leg y fait référence dans son album éponyme, plus précisément dans sa chanson Wet Dream.

## Commentaires
Vincent Gallo a réussi à se faire détester par tous les acteurs qui se trouvaient sur son film en ayant un comportement maltraitant et abusif, en particulier avec Christina Ricci. Cette dernière refuse désormais de travailler avec lui sur d’autres projets. Vincent Gallo est par ailleurs connu pour ses prises de paroles très misogynes et racistes.

## Distinctions

### Récompenses
- Prix de la meilleure actrice pour Christina Ricci, lors du Festival international du film de Seattle 1998.
- Prix MovieZone, lors du Festival international du film de Rotterdam 1999.

### Nominations
- Nomination au Grand Prix Spécial, lors du Festival du cinéma américain de Deauville 1998.
- Nomination au Cheval de bronze, lors du Festival du film de Stockholm 1998.
- Nomination au Grand Prix du Jury, lors du Festival du film de Sundance 1998.
- Nomination au prix de la meilleure première œuvre, lors des Independent Spirit Awards 1999.